# 梅普爾萊克鎮區 (明尼蘇達州賴特縣)
梅普爾萊克鎮區（英語：Maple Lake Township）是位於美國明尼蘇達州賴特縣的一個行政鎮區。

## 地方資料
梅普爾萊克鎮區的面積為89.65平方千米，當中陸地面積為81.68平方千米，而水域面積為7.97平方千米。根據2020年美國人口普查的數據，當地共有人口2144人，而人口密度為每平方千米23.92人。